# Колпаков, Александр Геннадьевич
Алекса́ндр Генна́дьевич Колпако́в (26 августа 1955, Барнаул) — советский, затем и российский тележурналист и сценарист, в разное время являвшийся обозревателем телеканалов РТР, НТВ и «РЕН ТВ».

## Биография
Родился в 1955 году в Барнауле. Служил в армии, работал в заводской многотиражке. В 1983 году заочно окончил факультет филологии Алтайского государственного университета.

### Телевидение
На телевидении Колпаков работает с 16 лет, с момента окончания средней школы. До 1980 года работал на Алтайском ТВ, потом получил приглашение в Кемерово.
В 1985 году получил приглашение работать на Кемеровском областном телевидении в молодёжной редакции. Вёл передачу «День за днём», также был автором и ведущим программы «Шутить изволите!», аналога КВН. Позднее перешёл в редакцию информации.
В 1989 году освещал шахтёрские забастовки. По мотивам забастовки Александр Ольховский написал пьесу «Горный удар, или „Что это было?“», в которой Александр Колпаков является одним из главных героев.
Избран в Кемеровский областной совет от 223 округа Новокузнецкого района в марте 1990 года. Досрочно сложил полномочия в феврале 1992 года 
С 1993 года работал в ВГТРК на телеканале «Россия» (РТР) собственным корреспондентом программы «Вести».
В 1994 году перешёл на недавно образованный телеканал НТВ. С 1994 по 1997 год — директор сибирской редакции НТВ; работал для программ «Сегодня» и «Итоги» с Евгением Киселёвым.
C 1997 по январь 2001 года — директор регионального корреспондентского бюро НТВ в Белоруссии. Неоднократно интервьюировал президента страны Александра Лукашенко. Впоследствии Лукашенко так отзывался о Колпакове на одной из встреч с журналистами: «Мы спорили с Колпаковым по отдельным вопросам, но всегда находили компромисс».
Освещал акции белорусской политической оппозиции. 25 марта 2000 года на акции оппозиции «День Воли» был задержан милицией. После вмешательства Владимира Путина российские журналисты были освобождены. Александр Колпаков покинул корреспондентский пункт в начале 2001 года в связи с истечением контракта.
В апреле 2001 года, после смены руководства на НТВ, остался работать на этом телеканале и вошёл в его редакционный совет под руководством Татьяны Митковой.
С 2001 по 2004 год — корреспондент, специальный корреспондент Службы информации НТВ в Москве, Совете Федерации, также работал в украинском корреспондентском пункте. Готовил репортажи для телевизионных программ «Сегодня» и «Личный вклад», освещал деятельность правительства и президента России, а также политических партий и нижней палаты парламента. Был в числе журналистов телеканала, освещавших террористический акт на Дубровке (23-26 октября 2002 года). В начале 2004 года некоторое время снова работал собственным корреспондентом НТВ по Белоруссии, после чего передал свои полномочия Виктору Кузьмину и вернулся в Москву.
В сентябре 2004 года его назначают шефом корреспондентской сети в телекомпании НТВ.
В 2005 году покинул НТВ в силу разных обстоятельств и перешёл работать на телеканал REN-TV (с сентября 2006 года — «РЕН ТВ»).
С 2005 по 2009 год работал обозревателем информационной программы «Новости 24» на РЕН ТВ. Специализировался на освещении деятельности президента, правительства России, а также политических партий, работал во время подсчёта голосов на выборах федерального значения.
С 9 сентября 2009 года работал в Казахстане на «Седьмом канале». Вёл блог на сайте Tengrinews.kz.
В настоящее время — автор сценариев документальных проектов, произведённых телекомпанией «Останкино». Среди них — «Тайны разведки» (телеканал «Звезда»), «Василий Сталин. Расплата», «Борис Ельцин. Отступать нельзя» и «Маргарита Назарова. Женщина в клетке» («Первый канал»).

## Награды
- В 2003 году корреспондент Дирекции информационного вещания телекомпании НТВ Александр Колпаков был награждён дипломом Союза журналистов Москвы в номинации «За лучшее и систематическое освещение деятельности Совета Федерации Федерального Собрания РФ»[34].
- Указом президента РФ Путина в ноябре 2006 года Колпаков, тогда являвшийся корреспондентом информационной редакции телеканала «РЕН ТВ», был награждён медалью ордена «За заслуги перед Отечеством» II степени «за большой вклад в развитие отечественного телерадиовещания и многолетнюю плодотворную деятельность»[35].